# Sporisorium
Genre
Sporisorium est un genre de champignons basidiomycètes de la famille des Ustilaginaceae.

## Synonymes
Selon MycoBank (3 octobre 2014) :
- Anthracocystis Bref. 1912,
- Lindquistia Subram. & Chandrash. 1977.

## Liste d'espèces
Selon Catalogue of Life (3 octobre 2014) :
- Sporisorium aegyptiacum
- Sporisorium africanum
- Sporisorium agropyri
- Sporisorium algeriense
- Sporisorium amaurae
- Sporisorium amphilophis
- Sporisorium andrewmitchellii
- Sporisorium andropogonis
- Sporisorium andropogonis-annulati
- Sporisorium andropogonis-hirtifolii
- Sporisorium andropogonis-micranthi
- Sporisorium andropogonis-schirensis
- Sporisorium andropogonis-tectorum
- Sporisorium andropteri
- Sporisorium anthephorae
- Sporisorium anthephoroidis
- Sporisorium anthistiriae
- Sporisorium apludae
- Sporisorium aristidae
- Sporisorium aristidae-lanuginosae
- Sporisorium arthraxonis
- Sporisorium arthraxonis-lanceolati
- Sporisorium arundinellae
- Sporisorium arundinellae-nepalensis
- Sporisorium arundinellae-pumilae
- Sporisorium assamense
- Sporisorium assamicum
- Sporisorium australasiaticum
- Sporisorium austroafricanum
- Sporisorium barberi
- Sporisorium barcinonense
- Sporisorium bengalense
- Sporisorium benguetense
- Sporisorium bicorne
- Sporisorium brasiliensis
- Sporisorium cantonense
- Sporisorium capillipedii
- Sporisorium catharticum
- Sporisorium catinatum
- Sporisorium centrale
- Sporisorium chamaeraphis
- Sporisorium chaseae
- Sporisorium christineae
- Sporisorium chrysopogonis-grylli
- Sporisorium chudaei
- Sporisorium ciccaronei
- Sporisorium coelorachidis
- Sporisorium concelatum
- Sporisorium consanguineum
- Sporisorium cordobense
- Sporisorium cornutum
- Sporisorium cruentum
- Sporisorium culmiperdum
- Sporisorium cymbicum
- Sporisorium dacryoideum
- Sporisorium desertorum
- Sporisorium destruens
- Sporisorium dichanthiicola
- Sporisorium dietelianum
- Sporisorium dimeriae
- Sporisorium dimeriae-ornithopodae
- Sporisorium dinteri
- Sporisorium diplosporum
- Sporisorium distachyum
- Sporisorium divisum
- Sporisorium doidgeae
- Sporisorium dolichosorum
- Sporisorium dubiosum
- Sporisorium elegantis
- Sporisorium elionuri-tristis
- Sporisorium ellisii
- Sporisorium emariae
- Sporisorium eragrostidis
- Sporisorium eragrostidis-viscosae
- Sporisorium eremochloae
- Sporisorium eriochrysis
- Sporisorium euclastae
- Sporisorium exsertiformum
- Sporisorium exsertum
- Sporisorium fascicularis
- Sporisorium fastigiatum
- Sporisorium foveolati
- Sporisorium furcatum
- Sporisorium gibbosum
- Sporisorium glyphochloae
- Sporisorium goyazanum
- Sporisorium guangxiense
- Sporisorium hainanae
- Sporisorium henningsii
- Sporisorium holwayi
- Sporisorium ignotum
- Sporisorium inayati
- Sporisorium incompletum
- Sporisorium inconspicuum
- Sporisorium indehiscens
- Sporisorium indicum
- Sporisorium ingoldii
- Sporisorium isachnes
- Sporisorium ischaemi
- Sporisorium ischaemi-anthephoroidis
- Sporisorium ischaemi-rugosi
- Sporisorium ischaemicola
- Sporisorium iseilematis
- Sporisorium iseilematis-ciliati
- Sporisorium iseilematis-prostrati
- Sporisorium iseilematis-vaginiflori
- Sporisorium kenyanum
- Sporisorium konkanensis
- Sporisorium kusanoi
- Sporisorium kweichowense
- Sporisorium lacrymae-jobi
- Sporisorium lanigeri
- Sporisorium leelingianum
- Sporisorium leersiae
- Sporisorium lepturi
- Sporisorium linderi
- Sporisorium lingianum
- Sporisorium lingii
- Sporisorium lohagadense
- Sporisorium magnusianum
- Sporisorium mahabaleshwarense
- Sporisorium mandlaicum
- Sporisorium manilense
- Sporisorium martini
- Sporisorium melinidis
- Sporisorium mesoseti
- Sporisorium microsporum
- Sporisorium microstegii
- Sporisorium microthelis
- Sporisorium mildbraedii
- Sporisorium mitchellii
- Sporisorium mnesitheae
- Sporisorium monachnes
- Sporisorium monakai
- Sporisorium moniliferum
- Sporisorium monocymbii
- Sporisorium montaniense
- Sporisorium murreeanum
- Sporisorium myanmarense
- Sporisorium mysorense
- Sporisorium nealii
- Sporisorium nervosum
- Sporisorium niariense
- Sporisorium nyassae
- Sporisorium occidentale
- Sporisorium ophiuri
- Sporisorium ordense
- Sporisorium oropetii
- Sporisorium overeemii
- Sporisorium pamparum
- Sporisorium panamense
- Sporisorium panici
- Sporisorium panici-hirticaulis
- Sporisorium paranaense
- Sporisorium paspali
- Sporisorium paspali-notati
- Sporisorium paspalicola
- Sporisorium penniseti-japonici
- Sporisorium perforatum
- Sporisorium persicum
- Sporisorium pole-evansii
- Sporisorium pollinianum
- Sporisorium polycarpum
- Sporisorium polytocae
- Sporisorium polytocae-barbatae
- Sporisorium polytocae-digitatae
- Sporisorium porosum
- Sporisorium pseudanthistiriae-hispidae
- Sporisorium pseudechinolaenae
- Sporisorium pseudosorghi
- Sporisorium puellare
- Sporisorium pulverulentum
- Sporisorium punctatum
- Sporisorium punensis
- Sporisorium queenslandicum
- Sporisorium rarum
- Sporisorium reticulatum
- Sporisorium rhynchelytri
- Sporisorium rhytachnes-rottboellioidis
- Sporisorium ryleyi
- Sporisorium sacchari
- Sporisorium sacciolepidis
- Sporisorium sahayai
- Sporisorium sanctae-catharinae
- Sporisorium schizachyrii-sanguinei
- Sporisorium scitamineum
- Sporisorium sehimicola
- Sporisorium semisagittatum
- Sporisorium serratum
- Sporisorium setariae-mombassanae
- Sporisorium setariicola
- Sporisorium seymourianum
- Sporisorium simile
- Sporisorium sorghastri
- Sporisorium sorghi
- Sporisorium spegazzinii
- Sporisorium spinulosum
- Sporisorium spodiopogonis
- Sporisorium stuhlmannii
- Sporisorium styppeiochloae
- Sporisorium superfluum
- Sporisorium sydowiorum
- Sporisorium taianum
- Sporisorium tanglinense
- Sporisorium tenue
- Sporisorium tepicense
- Sporisorium themedae
- Sporisorium themedae-triandrae
- Sporisorium themedicola
- Sporisorium thirumalacharii
- Sporisorium tonglinense
- Sporisorium trachypogonicola
- Sporisorium trachypogonis
- Sporisorium trachypogonis-plumosi
- Sporisorium trachypogonis-spicati
- Sporisorium transfissum
- Sporisorium transvaalense
- Sporisorium tranzschelianum
- Sporisorium tricholaenae
- Sporisorium triplopogonis
- Sporisorium tripogonis
- Sporisorium tumiforme
- Sporisorium urelytri
- Sporisorium ustilaginiforme
- Sporisorium vanderystii
- Sporisorium veracruzianum
- Sporisorium vermiculum
- Sporisorium vesiculosum
- Sporisorium warambiense
- Sporisorium wynaadense
- Sporisorium zilligii
- Sporisorium zundelianum

Selon Index Fungorum (3 octobre 2014) :
- Sporisorium africanum (Syd. & P. Syd.) Vánky 2004
- Sporisorium agropyri Bag & D.K. Agarwal 2001
- Sporisorium algeriense (Pat.) Vánky 1997
- Sporisorium amaurae Vánky & C. Vánky 1997
- Sporisorium amphilophis (Syd.) Langdon & Full. 1978
- Sporisorium andrewmitchellii R.G. Shivas, McTaggart & Vánky 2012
- Sporisorium andropogonis (Opiz) Vánky 1985
- Sporisorium andropogonis-annulati (Bref.) S.R. Wang & M. Piepenbr. 2002
- Sporisorium andropogonis-hirtifolii (Henn.) M. Piepenbr. 2003
- Sporisorium andropogonis-micranthi (L. Ling & T.L. Chen) Vánky 2000
- Sporisorium andropogonis-schirensis (L. Ling) Vánky 2005
- Sporisorium andropogonis-tectorum (L. Ling) Vánky 2004
- Sporisorium andropteri (Zambett.) Vánky 2006
- Sporisorium anthephorae (Syd. & P. Syd.) Vánky 2002
- Sporisorium anthephoroidis A.R. Patil, T.M. Patil & M.S. Patil 2004
- Sporisorium anthistiriae (Cobb) Vánky 1987
- Sporisorium apludae (Syd. & P. Syd.) L. Guo 1990
- Sporisorium aristidae (S. Ahmad) Vánky 2001
- Sporisorium aristidae-lanuginosae (Maire) Vánky 2001
- Sporisorium arthraxonis (Pat.) L. Guo 1989
- Sporisorium arthraxonis-lanceolati A.R. Patil, T.M. Patil & M.S. Patil 2004
- Sporisorium arundinellae (Bref.) Vánky 2004
- Sporisorium arundinellae-nepalensis Vánky 2004
- Sporisorium arundinellae-pumilae Vánky 2004
- Sporisorium assamense Bag & D.K. Agarwal 2001
- Sporisorium assamicum (A.K. Roy) Vánky 2000
- Sporisorium australasiaticum Vánky & R.G. Shivas 2001
- Sporisorium austroafricanum Piątek 2008
- Sporisorium barberi (Mundk.) Vánky 2003
- Sporisorium barcinonense (Riofrio) Vánky 1988
- Sporisorium bengalense (Syd., P. Syd. & E.J. Butler) Vánky 2003
- Sporisorium benguetense (Zundel) L. Guo 1990
- Sporisorium bicorne (Henn.) Vánky 1996
- Sporisorium brasiliensis (Zundel) M. Piepenbr. 2002
- Sporisorium cantonense (Zundel) L. Guo 1998
- Sporisorium capillipedii (L. Ling) L. Guo 1990
- Sporisorium catharticum (Maire) Vánky 1989
- Sporisorium catinatum (Zambett.) Vánky 1997
- Sporisorium centrale R.G. Shivas & Vánky 2002
- Sporisorium chamaeraphis (Syd.) Vánky 1998
- Sporisorium chaseae (Zundel) Vánky 2002
- Sporisorium christineae R.G. Shivas, McTaggart & Vánky 2009
- Sporisorium chrysopogonis-grylli (Thirum. & Pavgi) Vánky 2005
- Sporisorium chudaei (Har. & Pat.) Vánky 1997
- Sporisorium ciccaronei Vánky 2009
- Sporisorium coelorachidis Vánky 2001
- Sporisorium colchici Lib.
- Sporisorium concelatum (Zundel) M. Piepenbr. 2002
- Sporisorium consanguineum (Ellis & Everh.) Vánky 1988
- Sporisorium cordobense (Speg.) Vánky 2000
- Sporisorium cornutum (Syd. & P. Syd.) Vánky 1993
- Sporisorium cruentum (J.G. Kühn) Vánky 1985
- Sporisorium culmiperdum (J. Schröt.) Vánky 1993
- Sporisorium cymbicum Vánky 2003
- Sporisorium dacryoideum Vánky 2004
- Sporisorium desertorum (Thüm.) Vánky 2000
- Sporisorium destruens (Schltdl.) Vánky 1985
- Sporisorium dichanthiicola (Mundk. & Thirum.) Vánky 2004
- Sporisorium dietelianum (Henn.) Vánky 2005
- Sporisorium dimeriae (B.V. Patil & Thirum.) Vánky 1993
- Sporisorium dimeriae-ornithopodae Vánky & C. Menge 1993
- Sporisorium dinteri (Syd. & P. Syd.) Vánky 2004
- Sporisorium diplosporum (Ellis & Everh.) Vánky 1999
- Sporisorium distachyum Vánky 2006
- Sporisorium divisum Vánky 2003
- Sporisorium doidgeae (Zundel) Langdon & Full. 1978
- Sporisorium dolichosorum (Ainsw.) Vánky 1999
- Sporisorium dubiosum (Zundel) Vánky 2002
- Sporisorium egyptiacum (A.A. Fisch. Waldh.) Vánky 1988
- Sporisorium elegantis Vánky 1997
- Sporisorium elionuri-tristis Vánky 1999
- Sporisorium ellisii (G. Winter) M. Piepenbr. 2003
- Sporisorium emariae Vánky 1997
- Sporisorium eragrostidis A.R. Patil, T.M. Patil & M.S. Patil 2004
- Sporisorium eragrostidis-viscosae A.R. Patil, T.M. Patil & M.S. Patil 2004
- Sporisorium eremochloae (L. Ling) Vánky 2000
- Sporisorium eriochrysis Vánky 2003
- Sporisorium euclastae Vánky 2004
- Sporisorium exsertiformum Vánky 1995
- Sporisorium exsertum (McAlpine) L. Guo 1990
- Sporisorium fascicularis (Vánky) M. Stoll, Begerow & Oberw. 2005
- Sporisorium fastigiatum Vánky 2000
- Sporisorium foveolati (Maire) Vánky 1988
- Sporisorium furcatum (Syd., P. Syd. & E.J. Butler) Vánky 2004
- Sporisorium gibbosum Vánky, C. Vánky & R.G. Shivas 2001
- Sporisorium glyphochloae A.R. Patil, T.M. Patil & M.S. Patil 2004
- Sporisorium goyazanum (Zundel) M. Piepenbr. 2003
- Sporisorium guangxiense L. Guo 1999
- Sporisorium hainanae (Zundel) L. Guo 1998
- Sporisorium henningsii (Sacc. & P. Syd.) Vánky 1996
- Sporisorium holwayi (G.P. Clinton & Zundel) Vánky 1993
- Sporisorium ignotum (Vánky) Piątek 2010
- Sporisorium inayati (Syd., P. Syd. & E.J. Butler) Vánky 1996
- Sporisorium incompletum R.G. Shivas & Vánky 2007
- Sporisorium inconspicuum (Zundel) Vánky 1991
- Sporisorium indehiscens (L. Ling) Vánky 1994
- Sporisorium indicum (Syd., P. Syd. & E.J. Butler) Vánky 2000
- Sporisorium ingoldii Vánky 2006
- Sporisorium isachnes (Syd. & P. Syd.) Vánky 1987
- Sporisorium ischaemi (L. Ling) Vánky 2004
- Sporisorium ischaemi-anthephoroidis (S. Ito) Vánky & Kakish. 2004
- Sporisorium ischaemi-rugosi (Mishra) Vánky 2004
- Sporisorium ischaemicola (L. Ling) Vánky 2004
- Sporisorium iseilematis (Syd., P. Syd. & E.J. Butler) Vánky 1996
- Sporisorium iseilematis-ciliati Vánky 1998
- Sporisorium iseilematis-prostrati Vánky 1997
- Sporisorium iseilematis-vaginiflori Vánky 1999
- Sporisorium kenyanum Piątek 2006
- Sporisorium konkanensis A.R. Patil, T.M. Patil & M.S. Patil 2004
- Sporisorium kusanoi (Syd. & P. Syd.) Vánky 2000
- Sporisorium kweichowense (Y.C. Wang) Vánky 1997
- Sporisorium lacrymae-jobi (Mundk.) Vánky 1995
- Sporisorium lanigeri (Magnus) Ershad 1998
- Sporisorium leelingianum Vánky 2003
- Sporisorium leersiae Bag & D.K. Agarwal 2001
- Sporisorium lepturi (Thüm.) Vánky 1991
- Sporisorium linderi (Zundel) Vánky 1999
- Sporisorium lingianum Vánky 2002
- Sporisorium lingii Vánky 1994
- Sporisorium lohagadense Denchev & T. Denchev 2013

## Liste des espèces, formes et non-classés
Selon NCBI (3 octobre 2014) :
- Sporisorium absconditum
- Sporisorium aegypticum
- Sporisorium andrewmitchellii
- Sporisorium andropogonis
- Sporisorium andropogonis-micranthi
- Sporisorium anthistiriae
- Sporisorium anthracoideisporum
- Sporisorium apludae-aristatae
- Sporisorium aristidicola
- Sporisorium arthraxonis
- Sporisorium bicornis
- Sporisorium bothriochloae
- Sporisorium caledonicum
- Sporisorium catharticum
- Sporisorium cenchri
- Sporisorium cenchri-elymoidis
- Sporisorium chrysopogonis
- Sporisorium confusum
- Sporisorium consanguineum
- Sporisorium cordobense
- Sporisorium cruentum
- Sporisorium culmiperdum
- Sporisorium cymbopogonis-bombycini
- Sporisorium destruens
- Sporisorium dietelianum
- Sporisorium dimeriae-ornithopodae
- Sporisorium doidgeae
- Sporisorium elionuri
- Sporisorium enteromorphum
- Sporisorium erythraeense
- Sporisorium everhartii
- Sporisorium exsertum
- Sporisorium fallax
- Sporisorium fascicularis
- Sporisorium fastigiatum
- Sporisorium formosanum
- Sporisorium foveolati
- Sporisorium fraserianum
- Sporisorium gayanum
- Sporisorium heteropogonicola
- Sporisorium holwayi
- Sporisorium hwangense
- Sporisorium iseilematis-ciliati
- Sporisorium lacrymae-jobi
- Sporisorium lanigeri
- Sporisorium lepturi
- Sporisorium loudetiae-pedicellatae
- Sporisorium manilense
- Sporisorium mexicanum
- Sporisorium microsporum
- Sporisorium mishrae
- Sporisorium mitchellii
- Sporisorium modestum
- Sporisorium monakai
- Sporisorium moniliferum
- Sporisorium mutabile
- Sporisorium nealii
- Sporisorium nervosum
- Sporisorium occidentale
- Sporisorium ophiuri
- Sporisorium ovarium
- Sporisorium panici
- Sporisorium panici-leucophaei
- Sporisorium paspali-notati
- Sporisorium penniseti
- Sporisorium polliniae
- Sporisorium provinciale
- Sporisorium pseudanthistiriae
- Sporisorium pseudechinolaenae
- Sporisorium puellare
- Sporisorium pulverulentum
- Sporisorium queenslandicum
- Sporisorium rarum
- Sporisorium reilianum
  - non-classé Sporisorium reilianum SRZ2
  - forme Sporisorium reilianum f. sp. reilianum
  - forme Sporisorium reilianum f. sp. zeae
- Sporisorium ryleyi
- Sporisorium scitamineum
- Sporisorium sehimatis
- Sporisorium sehimicola
- Sporisorium setariae
- Sporisorium sorghi
- Sporisorium spinulosum
- Sporisorium tenue
- Sporisorium themedae-arguentis
- Sporisorium trachypogonicola
- Sporisorium trachypogonis-plumosi
- Sporisorium trispicatae
- Sporisorium tristachyae
- Sporisorium tumefaciens
- Sporisorium tumiforme
- Sporisorium veracruzianum
- Sporisorium vermiculum
- Sporisorium walkeri
- Sporisorium whiteochloae
- Sporisorium wynaadense
- Sporisorium xerofasciculatum